# Fronteira República Democrática do Congo–Uganda
A fronteira entre a República Democrática do Congo e Uganda é uma linha de 765 km que separa a República Democrática do Congo do território de Uganda; Fica junto à área nordeste da R.D. Congo, região rica em minerais tais como ouro, estanho, nióbio e diamantes. Esse foi o cenário da Guerra Civil do Congo, que envolveu 5 países (R.D. Congo, Uganda, Burundi, Ruanda, Zimbábue) e diversos grupos guerrilheiros entre 1991 e 2005.

## Traçado
A fronteira se estende na direção norte-sul entre as fronteiras entre os dois países com o Sudão do Sul, ao norte, e Ruanda, ao sul. Podem ser considerados cinco trechos distintos dessa fronteira, do norte para o sul: a terrestre entre o Sudão do Sul e o norte do Lago Alberto; a parte lacustre do mesmo lago, de 160 km de comprimento; a parte terrestre, entre o sul e o ao norte do lago, marcado pelos Montes Ruwenzori e seu pico, o Monte Stanley, bem como o Rio Semliki; o Lago Eduardo, a cerca de 50 km da fronteira; e a parte terrestre, entre a margem sudeste do Lago Eduardo até a fronteira com Ruanda. Ambos os países disputavam a soberania sobre a ilha de Rukwanzi desde 2007, devido à descoberta de petróleo. O conflito foi resolvido em favor do Uganda.